# Rosa 'Auguste Roussel'
'Auguste Roussel' (el nombre del obtentor registrado 'Auguste Roussel'), es un cultivar de rosa moderna de jardín trepador que fue conseguido en Francia en 1913 por el rosalista francés René Barbier.

## Descripción
'Auguste Roussel' es una rosa moderna de jardín de porte trepador, cultivar del grupo Híbrido Macrophylla.
El cultivar procede del cruce de Rosa macrophylla Lindl. x 'Papa Gontier'.
Las formas arbustivas del cultivar tienen porte trepador rampante y alcanza de 300 a 500 cm de alto con más de 245 cm de ancho. Las hojas son de color verde oscuro y mate, con denso follaje de hojas de 7 foliolos. Sin espinas o casi.
Sus delicadas flores de color rosa salmón con subtonos amarillos, que envejece a rosa suave. Fragancia moderada. Flores grandes de 5". Semi dobles con 9 a 16 pétalos. Floración en pequeños grupos, forma de la flor con volantes.
Florece una sola vez en primavera o verano. Si se le cortan las flores secas después florece esporádicamente.

## Origen
El cultivar fue desarrollado en Francia por el prolífico rosalista francés René Barbier en 1913. 'Auguste Roussel' es una rosa híbrida triploide con ascendentes parentales de Rosa macrophylla Lindl. x 'Papa Gontier'.
El obtentor fue registrado bajo el nombre cultivar de 'Auguste Roussel' por René Barbier en 1913 y se le dio el nombre comercial de 'Auguste Roussel'.
También se le reconoce por el sinónimo de 'Auguste Roussel'.
La rosa fue conseguida en Francia por René Barbier antes de 1913 e introducida en el mercado francés por "Barbier frères & Cie." en 1913 como 'Auguste Roussel'.
Actualmente hay una casi completa colección de rosales trepadores de Barbier en la Roseraie de l'Haÿ-les Roses, cerca de París.

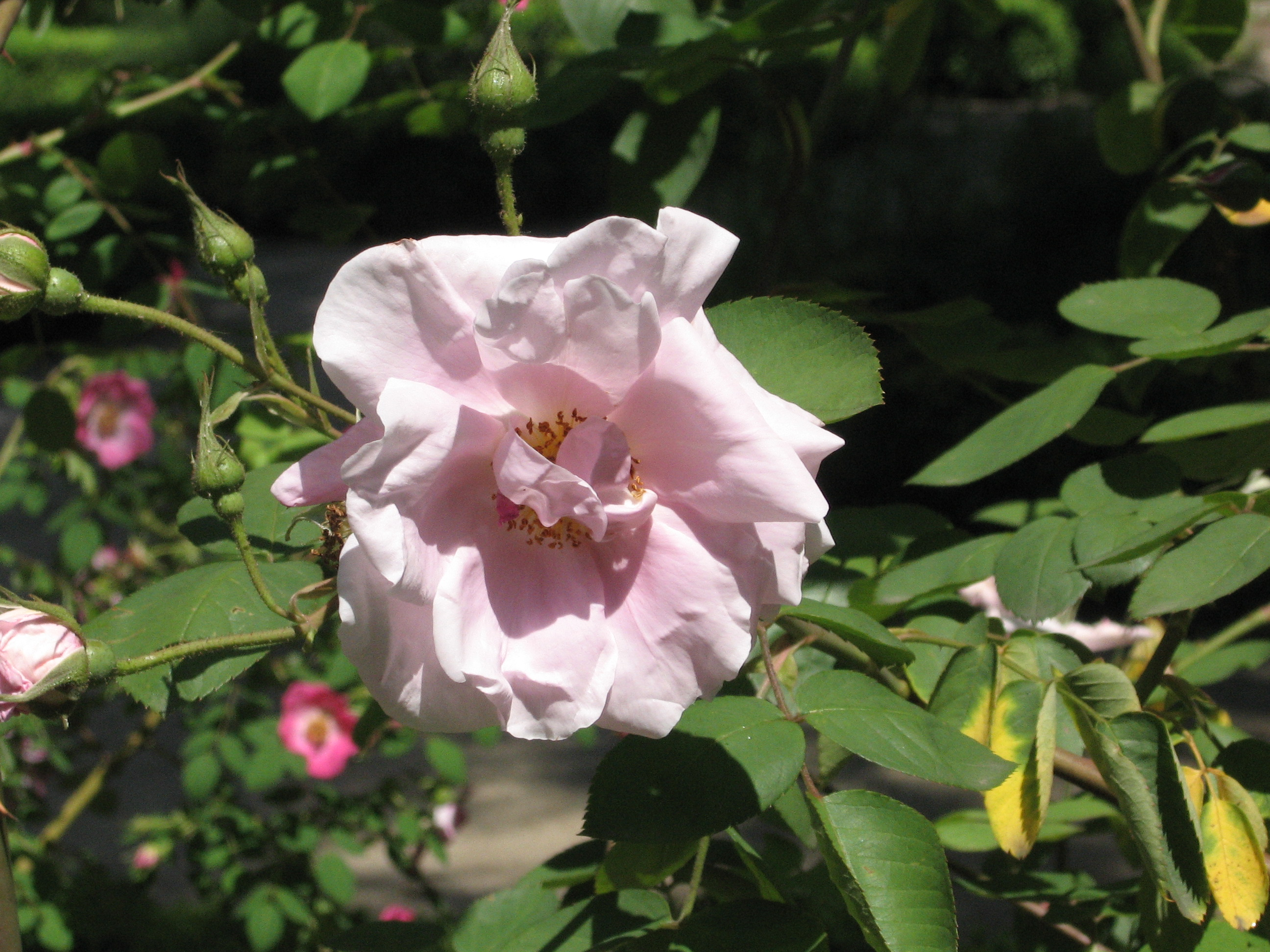
'Auguste Roussel'. En la Rosaleda del Real jardín botánico de Madrid.
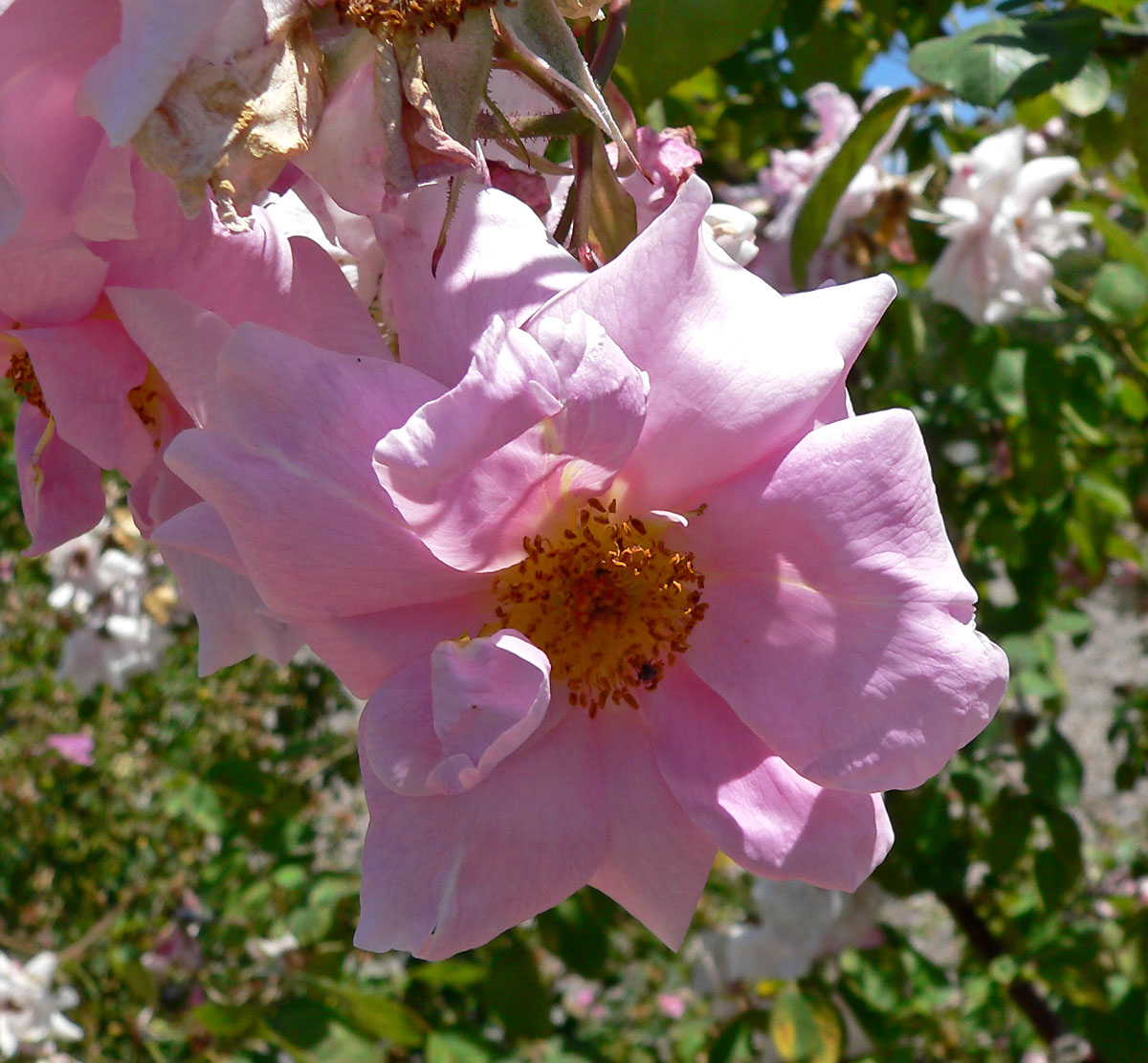
'Auguste Roussel', en la San Jose Heritage Rose Garden.

## Cultivo
Aunque las plantas están generalmente libres de enfermedades, es posible que sufran de punto negro en climas más húmedos o en situaciones donde la circulación de aire es limitada.
Las plantas toleran media sombra, a pesar de que se desarrollan mejor a pleno sol. En América del Norte son capaces de ser cultivadas en USDA Hardiness Zones 6b a 9b. La resistencia y la popularidad de la variedad han visto generalizado su uso en cultivos en todo el mundo.
Puede ser utilizado para las flores cortadas o jardín. Vigorosa. En la poda de Primavera es conveniente retirar las cañas viejas y madera muerta o enferma y recortar cañas que se cruzan. En climas más cálidos, recortar las cañas que quedan en alrededor de un tercio. En las zonas más frías, probablemente hay que podar un poco más que eso. Requiere protección contra la congelación de las heladas invernales.